# 韓威 (嘉靖進士)
韓威（1488年—1547年），字德隅，號漁洲，直隸河間衛官籍，順天府豐潤縣人。明朝政治人物。

## 生平
治《詩經》，由國子生中式丙子科（1516年）順天府鄉試第十六名舉人，嘉靖十一年（1532年）壬辰科會試第一百十四名。第三甲第二十二名進士。觀禮部政，初授常州府推官，十五年五月选授工科给事中，升礼科右，十八年六月升刑科左，二十年二月升工科都給事，二十一年十月升山東布政使司右參政，歷按察使、山西左布政使，仕至廣西左布政使，免職。

## 家族
行二。曾祖韓真；祖韓聰；父韓欽；母郭氏。永感下，妻張氏，繼妻楊氏；兄陞，弟陵。